# Diederich Franz Leonhard von Schlechtendal
Diederich Franz Leonhard von Schlechtendal (ur. 27 listopada 1794 w Xanten, zm. 12 października 1866 w Halle (Saale)) – niemiecki botanik i mykolog.

## Życiorys
W 1798 r. wraz z rodzicami przeniósł się do Berlina, gdzie jego ojciec pracował jako dyrektor sądu miejskiego i szef policji. On sam studiował medycynę na Uniwersytecie Berlińskim, dodatkowo uczęszczając na kursy botaniczne. W 1819 r. uzyskał doktorat z medycyny. Od 1819 do 1833 był kustoszem Królewskiego Zielnika. W 1825 r. Uniwersytet w Bonn przyznał mu tytuł doktorat honoris causa. Od 1826 habilitował się jako prywatny wykładowca na berlińskim Wydziale Filozoficznym. W 1827 został mianowany profesorem nadzwyczajnym. Od 1833 był profesorem zwyczajnym botaniki w Halle (Saale) jako następca zmarłego w 1833 Kurta Sprengla, jednocześnie został mianowany dyrektorem Ogrodu Botanicznego w Halle. Zachował obie pozycje przez całe życie. W 1834 został przyjęty na członka korespondenta Pruskiej Akademii Nauk. Od 1826 do 1866 wydawał czasopismo Linnaea, a od 1843 do 1866 wspólnie z Hugo von Mohlem czasopismo Botanische Zeitung. W 1866 r. zmarł na zapalenie płuc.

## Praca naukowa
Jeszcze w młodości opublikował artykuł o gatunkach niezapominajek Myosotis. W czasie gdy był kustoszem Królewskiego Zielnika, zajmował się opracowywaniem zielnika Carla Ludwiga Willdenowa, liczącego około 20 tysięcy roślin wyższych i około 6 tysięcy roślin zarodnikowych. Dużą część jego działalności naukowej zajmowały opisy kolekcji roślin, które nadesłali mu podróżnicy. Między innymi w latach 1824–1829 opisał przysłane mu z Meksyku kolekcje roślin zebranych przez Christiana Juliusa Wilhelma Schiede i Ferdynanda Deppe. Znacznie poprawił zagospodarowanie przestrzeni w ogrodzie botanicznym w Halle, wprowadził etykietowanie rosnących tam roślin, co przyczyniło się do ich poznawania i usprawnił wymianę nasion między ogrodami botanicznymi.
Jest autorem wielu prac naukowych. W latach 1823–1824 napisał „Flora Berolinensis” z 1024 gatunkami roślin, 741 gatunkami grzybów i 163 gatunkami porostów. Jego opisy roślin leczniczych weszły w skład opublikowanej przez Friedricha Guimpela pracy „Abbildungen und Beschreibungen aller in der Pharmacopoea Borussica aufgeführten Gewächse”. Zajmował się rodzajami Paspalum i Panicum oraz zredagował gatunek Carex, który Carl Peter Thunberg opublikował we „Flora Capensis”. W ponad 60 artykułach Schlechtendal zajmował się różnymi taksonami roślin, m.in. Anoda, Yucca, Ageratum, Verbena, Portulaca, Mahonia, Hemerocallis i Amygdalus. Zgromadził ogromny zielnik, który po jego śmierci nabył Uniwersytet Marcina Lutra w Halle i Wittenberdze.
W nazwach naukowych opisanych przez niego taksonów dodawany jest skrót jego nazwiska Schltdl. Na jego cześć nadano rodzajowi roślin nazwę Schlechtendalia Less. i tytuł czasopisma naukowego Schlechtendalia.